# Liste des maires de L'Isle-Adam
Liste des maires de L'Isle-Adam

## Liste des maires
| Période         | Période                        | Identité                                 | Étiquette      | Qualité |
| --------------- | ------------------------------ | ---------------------------------------- | -------------- | --- |
| 1789            | 1791                           | Jean-Augustin Deschamps                  |                | Notaire |
| 1791            | 1792                           | Jean Antoine Leroux                      |                | Cultivateur |
| 1793            | 1794 (suspendu)                | Guillaume Bougault                       |                | Maçon |
| 1794            | 1794                           | René Philippe Labouglisse                |                | Maire par intérim |
| 1794            | 1795                           | Joseph-Noël Turpin                       |                | Fondeur |
| 1795            | 1796                           | Saussaye                                 |                | |
| 1796            | 1799                           | Turpin                                   |                | Fondeur |
| 1800            | 1801                           | Gabriel Léger Hadancourt                 |                | |
| 1801 (nommé)    | 1813                           | Turpin                                   |                | Fondeur |
| 1813 (nommé)    | 1815                           | Louis-Philippe Villers-la-Faye           |                | Comte |
| 1815 (nommé)    | 1816                           | Pierre-Nicolas Topinard                  |                | Maître carrier |
| 1816 (nommé)    | 1821                           | Louis-Philippe Villers-la-Faye           |                | Comte |
| 1821            | 1826 (démission)               | Michel-François Blind                    |                | Magistrat |
| 1826            | 1834                           | Pierre-Nicolas Topinard                  |                | Maître carrier |
| 1834            | 1848                           | Pierre-Charles Dambry                    |                | Notaire |
| mars 1848       | août 1848                      | Talbot                                   |                | |
| 1848            | 1869                           | Pierre-Charles Dambry                    |                | Notaire |
| 1869            | 1878                           | Félix Thoureau                           |                | |
| 1878            | 1892                           | Charles Binder                           |                | Carrossier |
| 1892            | 1895                           | Ernest Pernet                            |                | |
| 1895            | 1896                           | René Tener                               |                | Peintre et historien |
| 1896            | 1898 (démission)               | Edmond Just Desfossés                    |                | Directeur de journal |
| 1898            | 1908                           | Eugène Victor Pascal Lainé               |                | |
| 1908            | 1925                           | Auguste Girolle                          | Rad.           | Conseiller général de L'Isle-Adam (1892 → 1928) |
| 1925            | 1928 (démission)               | Charles Fritz                            |                | |
| 1928            | 1935                           | Alexandre Célestin Olivier               |                | |
| 1935            | 1941 (démission)               | Louis Senlecq                            |                | |
| 1941            | 1944                           | Riant                                    |                | |
| 1944            | 1951                           | Georges Bernier                          |                | |
| 1951            | 1953                           | Paul Aizier                              |                | |
| 1953            | 1965                           | Gaston Aizier                            |                | |
| 1965            | 1971                           | Louis Hurteau                            |                | |
| mars 1971       | février 1999 (démission)       | Michel Poniatowski,                      | RI puis UDF-PR | Résistant, énarque, haut fonctionnaire Député du Val-d'Oise (1re circ.) (1967 → 1973) Ministre (1973 → 1977) Député européen (1979→ 1989) Sénateur du Val-d'Oise (1989 → 1995)           |
| février 1999    | septembre 2017 (démission)     | Axel Poniatowski Fils du précédent       | DL puis UMP-LR | Dirigeant de société Député du Val-d'Oise (2e circ.) (2002 → 2017) Conseiller général de L'Isle-Adam (2001 → 2002) Président de la CC Vallée de l'Oise et des Trois Forêts (2004 → 2014) |
| septembre 2017, | En cours (au 15 décembre 2017) | Sébastien Poniatowski, Fils du précédent | LR             | Avocat Vice-président de la CC Vallée de l'Oise et des Trois Forêts (2017 → ) |

## Compléments